# John Pritchard
John Michael Pritchard CBE (5. februar 1921 – 5. december 1989) var en engelsk dirigent. Han var kendt for sine fortolkninger af Mozarts operaer og for sin støtte til moderne musik.

## Udvalgt diskografi
- Idomeneo af Wolfgang Amadeus Mozart – Richard Lewis (Idomeneo), Leopold Simoneau (Idamante), Gundula Janowitz (Ilia), Lucille Udovick (Elettra), Chorus & Orchestra i Glyndebourne Festival, John Pritchard, indspillet 1956

- Lucia di Lammermoor af Gaetano Donizetti – Joan Sutherland (Lucia), Kenneth André Turp (Edgardo), John Shaw (Enrico), Joseph Rouleau (Raimondo), MacDonald (Arturo), Margreta Elkins ( Alisa), Edgar Evans (Normanno), Chorus & Orchestra of the Royal Opera House, John Pritchard, 1961 – Celestial Audio CA 345